# 有限責任事業組合契約に関する法律
有限責任事業組合契約に関する法律（ゆうげんせきにんじぎょうくみあいけいやくにかんするほうりつ、平成17年5月6日法律第40号）は、有限責任事業組合契約に関する日本の法律である。
法令番号は平成17年法律第40号、2005年（平成17年）5月6日に公布された。共同で営利を目的とする事業を営むための組合契約であって、組合員の責任の限度を出資の価額とするものに関する制度を確立することにより、個人または法人が共同して行う事業の健全な発展を図り、もって日本の経済活力の向上に資することを目的とする。 
日本版LLPと呼ばれる有限責任事業組合はこの法律に従って組成することが可能である。

## 構成
- 第一章 総則（第一条 - 第十条）
- 第二章 組合員の権利及び義務（第十一条 - 第二十三条）
- 第三章 組合員の加入及び脱退（第二十四条 - 第二十七条）
- 第四章 計算等（第二十八条 - 第三十六条）
- 第五章 組合の解散及び清算（第三十七条 - 第五十五条）
- 第六章 民法の準用（第五十六条）
- 第七章 登記（第五十七条 - 第七十三条）
- 第八章 組合財産の分割禁止の登記（第七十四条）
- 第九章 罰則（第七十五条・第七十六条）
- 附則